# Kvams kommun
Kvams kommun (nynorska: Kvam herad) är en kommun i Vestland fylke i västra Norge. Kommunens centralort är tätorten Norheimsund.
Kvam är en av fyra kommuner i Norge som använder termen herad (härad) i sitt namn i stället för kommune (kommun).
Det fornnordiska namnet på området var Hvammr.

## Administrativ historik
Kvams kommun grundades 1837 som Vikør formannskapsdistrikt. 1912 bytte den namn till Kvam.

## Tätorter
I Kvams kommun finns sex tätorter:
- Norheimsund (centralort)
- Oma
- Ploganes
- Vikøy
- Ålvik
- Øystese

## Socknar
Inom Norska kyrkan är Kvams kommun indelad i fyra socknar:
- Strandebarms socken
- Vikøy socken
- Ålviks socken
- Øystese socken

Socknarna ingår i Hardanger og Voss prosteri i Bjørgvins stift.

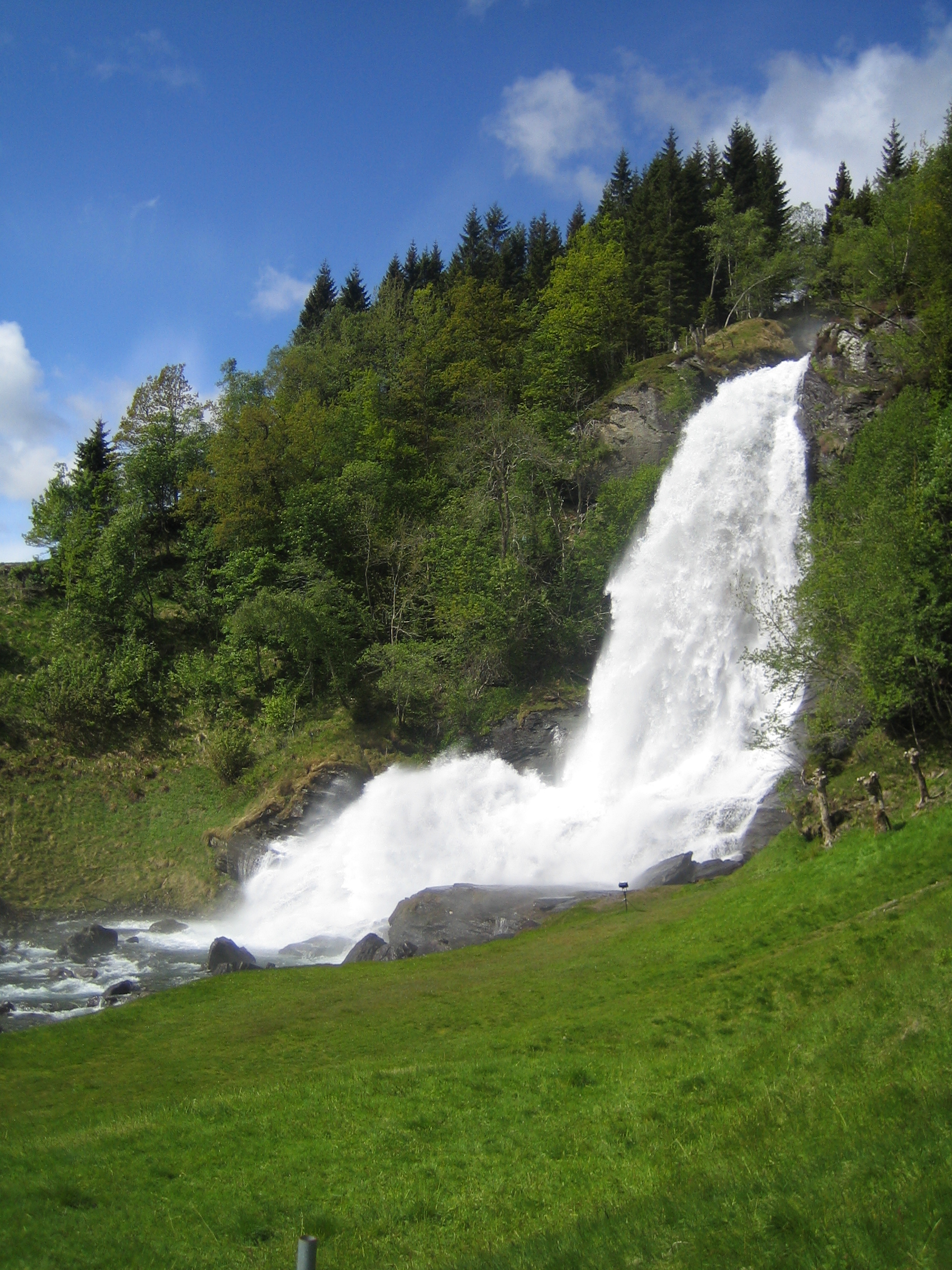
Vattenfallet Steinsdalsfossen i Kvams kommun.